# Ben Barres
Ben A. Barres (né le 13 septembre 1954 à West Orange au New Jersey et mort le 27 décembre 2017 à Palo Alto en Californie) est un neurobiologiste américain de l'Université Stanford. Ses recherches portent sur l'interaction entre les neurones et les cellules gliales dans le système nerveux. Depuis 2008, il a été président du département de neurobiologie à la Stanford University School of Medicine. Il a fait sa transition en 1997, et il est devenu le premier scientifique ouvertement transgenre de l'Académie nationale des sciences en 2013.

## Enfance et éducation
Barres est né à West Orange, dans le New Jersey, au sein d'une famille chrétienne. Son père est vendeur. À l'école, il se montre excellent en mathématiques et en sciences, et il y est très impressionné par son professeur de huitième année, Jeffrey Davis,. Il a obtenu une Licence en biologie du Massachusetts Institute of Technology, un doctorat en médecine de la Dartmouth Medical School, une résidence en neurologie au Weill Medical College, et un doctorat (PhD) en neurobiologie de l'université Harvard Il a fait sa formation postdoctorale à l'University College de Londres avec Martin Raff. En 1993, il a rejoint la faculté de neurobiologie à la Stanford School of Medicine. En 1997, il a bénéficié d'une chirurgie de réattribution sexuelle de femme vers homme, et il a publié des écrits à propos du sexisme dans le monde scientifique. En 2008, il a été nommé à la présidence de neurobiologie.

## Recherche
Il étudie le développement et la fonction des cellules gliales du système nerveux central des mammifères. Il a été le pionnier dans les nouvelles méthodes de culture et de purification des cellules gliales des nerfs optiques (oligodendrocytes et astrocytes) de rongeurs de leurs interactions avec les neurones (cellules ganglionnaires de la rétine). Ses objectifs de recherche portaient sur le rôle des cellules gliales dans la défaillance du système nerveux central pour se régénérer.

## Expérience de sexisme
Barres a décrit ses expériences de discrimination. Ainsi, après avoir résolu un problème de mathématiques particulièrement difficile qui laissait de nombreux étudiants masculins perplexes, il a été accusé d'avoir laissé son petit ami (imaginaire) le résoudre. Meilleur étudiant de la classe, il lui était pourtant difficile d'obtenir un superviseur pour ses recherches. Il a également perdu une bourse d'études face à un homme qui n'avait qu'une seule publication scientifique à son actif, alors qu'il en avait déjà six. Tout en obtenant un doctorat à Harvard, il a raconté que lors d'une compétition scientifique, dans laquelle il concourait face à un homme, le doyen lui avait confié : « J'ai lu les deux candidatures, et ça va être vous, votre dossier est vraiment le meilleur. » Cependant, le prix a été remis à son concurrent, qui a abandonné la science un an plus tard.
Après sa transition, il a remarqué que les gens ignorant sa transidentité le traitaient avec davantage de respect que quand il était présenté comme femme. Après avoir livré son premier séminaire en tant qu'homme, un scientifique a commenté : « Ben Barres a donné un grand séminaire aujourd'hui ; son travail est beaucoup mieux que celui de sa sœur [en pensant que Barbara était sa sœur]. »
En 2012, il s'est rappelé certains évènements à propos de sa transition. Barres a été critiqué par Lawrence Summers et d'autres[Qui ?] qui affirmaient que l'une des raisons pour lesquelles les femmes étaient moins présentes que les hommes dans les postes de professeurs en science et en ingénierie était qu'encore moins de femmes que d'hommes avaient les « aptitudes intrinsèques » suffisantes pour occuper de tels postes. Il parle et écrit ouvertement sur le fait d'être un homme trans et de son expérience de transition d'identité de genre en 1997, et également sur son expérience de différence de traitement en tant que femme ou homme scientifique.
Plus récemment, Barres a dirigé une série de « questions ouvertes » pour Steven Pinker et Harvey Mansfield dans une allocution officielle à Harvard, contestant les données à l'appui de leurs arguments.

## Prix et honneurs
Les prix pour la recherche reçus par Barres incluent le Life Sciences Research Fellowship, le Klingenstein Fellowship Award, le McKnight Investigator Award, et le Searle Scholar Award. Il a également remporté d'autres récompenses : Kaiser Award for Excellence in Teaching, Kaiser Award for Innovative et Outstanding Contributions to Medical Education. En 2008, il a reçu le Lifetime Achievement Award Mika Salpeter. Il est membre de la Reeve Foundation International Research Consortium on Spinal Cord Injury. Il est le cofondateur et le directeur d'Annexon, Inc., et membre du Scientific Advisory Board of Rinat Neuroscience Corporation. Il est membre et a été élu membre de l'American Association for the Advancement of Science en 2011. En 2013, il a été élu à la US National Academy of Sciences, devenant le premier membre transgenre.

## Décès
Il décède le 27 décembre 2017, environ 20 mois après avoir été diagnostiqué d'un cancer du pancréas en avril 2016, à son domicile de Palo Alto, en Californie,. Sa mort a été annoncée par l'Université Stanford.